# کرونسهاگن
کرونسهاگن (به آلمانی: Kronshagen) یک شهر در آلمان است که در رندسبورگ-اکرنفورده واقع شده‌است. کرونسهاگن ۱۱٬۷۷۶ نفر جمعیت دارد.

## خواهرخوانده
شهر گوتزرو خواهرخواندهٔ کرونسهاگن هست.